# Marisa Howard
Marisa Howard (* 10. August 1992 in Spokane, Washington als Marisa Vander Malle) ist eine US-amerikanische Leichtathletin, die sich auf den Hindernislauf spezialisiert hat.

## Sportliche Laufbahn
Marisa Howard wuchs in Pasco in Washington auf und studierte bis 2015 an der Boise State University in Idaho. Erste internationale Erfahrungen sammelte sie 2015, als sie bei der Sommer-Universiade in Gwangju in 9:50,664 min den vierten Platz über 3000 m Hindernis belegte. Bei den Crosslauf-Weltmeisterschaften 2017 in Kampala belegte sie in 24:08 min den fünften Platz in der Mixed-Staffel und 2019 gewann sie bei den Panamerikanischen Spielen in Lima in 9:43,78 min die Silbermedaille hinter der Kanadierin Geneviève Lalonde. 2023 gelangte sie dann bei den Panamerikanischen Spielen in Santiago de Chile in 9:49,27 min auf den vierten Platz und im Jahr darauf verpasste sie bei den Olympischen Sommerspielen in Paris mit 9:24,78 min den Finaleinzug. 

## Persönliche Bestleistungen
- 1500 Meter: 4:08,85 min, 15. Juli 2021 in Azusa
- 3000 m Hindernis: 9:07,14 min, 27. Juni 2024 in Eugene